# Becher Gale
Becher Robert Gale (14. april 1887 – 24. august 1950) var en canadisk roer som deltog i de olympiske lege 1908 i London.
Gale vandt to bronzemedaljer i roning under Sommer-OL 1908 i London. Han var med på den canadiske otter som besejrede en norsk otter i kvartfinalen men som tabte i semifinalen til en britisk båd som senere vandt i finalen. Han kom også på en tredjeplads i fire uden styrmand sammen med Gordon Balfour, Charles Riddy og Geoffrey Taylor.